# 串間市立有明小学校
串間市立有明小学校（くしましりつ ありあけしょうがっこう）は、宮崎県串間市にある公立小学校。

## 沿革
- 1873年（明治6年）6月20日 - 今町の民家を借用して開校[1]。
- 1874年（明治7年）6月 - 常照寺旧跡に校舎を落成し、移転[1]。
- 1876年（明治9年）3月 - 校舎を落成し、移転。「第十六学区二十七中学区第二十一番小学区今町小学校」に改称[1]。
- 1885年（明治18年）7月 - 「南那珂郡九番学区郡元小学校今町分校」に改称[1]。
- 1887年（明治20年）4月 - 「南那珂郡八番学区今町小学校」に改称。高松分教場が高松小学校として独立[1]。
- 1892年（明治25年）6月1日 - 高松小学校と統合し、「福島村立松山尋常小学校[2]」に改称[1]。
- 1899年（明治32年）7月 - 現在地に校舎を落成し、移転[1]。
- 1909年（明治42年）
  - 9月 - 校舎を78坪分増築[1]。
  - 12月 - 校舎を84坪分増築[1]。
- 1921年（大正10年）4月 - 校舎を増築[1]。
- 1926年（大正15年）10月 - 「第二福島尋常小学校」に改称[1]。
- 1941年（昭和16年）
  - 4月11日 - 国民学校令施行に伴い、「福島町立有明国民学校」に改称[1]。
  - 校歌（作詞：神戸雄一、作曲：海老原直[3]）を制定[1]。
- 1947年（昭和22年）4月 - 学校教育法施行に伴い、「福島町立有明小学校」に改称[1]。
- 1949年（昭和24年）4月29日 - 校舎を増築[1]。
- 1951年（昭和26年）2月 - 給食調理室を設置[1]。
- 1953年（昭和28年）4月 - 4教室分と廊下を改築[1]。
- 1954年（昭和29年）11月3日[注 1] - 町村合併に伴い、「串間市立有明小学校」に改称[1]。
- 1955年（昭和30年）
  - 9月 - 給食調理室と宿直室を増改築[1]。
  - 11月 - 6教室分を改築[1]。
- 1959年（昭和34年）
  - 3月13日 - 鉄筋校舎（190坪）を落成。中庭庭園を設置[1]。
  - 8月20日 - 調理室と渡り廊下を設置[1]。
- 1961年（昭和36年）12月5日 - 観察池を設置[1]。
- 1962年（昭和37年）7月1日 - 特殊学級（現：特別支援学級）を開設[1]。
- 1963年（昭和38年）3月1日 - 校舎を増築し、理科室と理科準備室を設置[1]。
- 1967年（昭和42年）11月20日 - 東通用門を設置。南通用門を閉鎖。西通用門を移動[1]。
- 1972年（昭和47年）
  - 3月18日 - 体育館を落成[1]。
  - 4月1日 - 言語治療教室（現：ことばの教室）を開設[1]。
- 1973年（昭和48年）4月1日 - 言語治療教室を増設[1]。
- 1974年（昭和49年）4月1日 - 訪問教室学級を開設[1]。
- 1975年（昭和50年）5月15日 - 新校舎（教室棟）を落成[1][4]。
- 1976年（昭和51年）8月 - 校内環境緑化計画として校庭南に樹木園（学校園）を設置[1]。
- 1978年（昭和53年）8月11日 - プールを落成[1]。
- 1980年（昭和55年）4月 - 特殊学級（情緒）を開設[1]。
- 1986年（昭和61年）2月3日 - 金銭教育協力校に指定（2年間）[1]。
- 1992年（平成4年）
  - 3月 - 管理棟を落成[1]。
  - 4月4日 - 創立100周年記念として日本庭園や飼育小屋などを設置[1]。
  - 5月31日 - 創立100周年記念として記念碑を設置[1]。
- 1993年（平成5年）4月20日 - 南那珂教育事務所研究協力校に指定[1]。
- 1995年（平成7年）
  - 3月20日 - 多目的ホールを設置[1]。
  - 5月1日 - 社会福祉教育推進校に指定[1]。
- 1996年（平成8年）4月10日 - 県指定福祉教育推進校に指定（3年間）[1]。
- 1997年（平成9年）5月10日 - 南那珂教育事務所研究協力校に指定（2年間）[1]。
- 1999年（平成11年）4月1日 - 心の教育充実事業モデルと市指定福祉教育推進校に指定[1]。
- 2002年（平成14年）4月1日 - 串間市社会福祉普及推進校に指定（3年間）[1]。
- 2007年（平成19年）
  - 11月1日 - 児童生徒の健全育成のための学校警察相互連絡制度を協定[1]。
  - 11月6日 - 有明小学校コミュニティー協議会を発足[1]。
- 2008年（平成20年）1月24日 - 有明地区幼保小連携協議会を発足[1]。
- 2014年（平成26年）6月6日 - 青少年赤十字（JRC）へ加入[1]。
- 2015年（平成27年）6月5日 - 読み聞かせボランティアを発足[1]。

## 教育目標
- かしこい子（知）
- やさしい子（徳）
- たくましい子（体）

出典：

## 施設概要
主な施設を掲載。
- 校舎
  - 教室棟（1,150 m2） - 鉄筋コンクリート造2階建て[4]
  - 管理棟 - 鉄筋コンクリート造2階建て
- 体育館（651 m2） - 鉄骨造平屋建て[4]
- 校庭
- プール

## 学区
- 串間市
  - 大字高松
  - 大字西方（一部）
  - 大字南方（一部）
  - 寺里（一部）

出典：

## 進学先の中学校
- 串間市立福島中学校（串間市大字西方） - 2016年度以前[6]
- 串間市立串間中学校（串間市大字西方） - 2017年度以降[5]

## アクセス

### 鉄道
- 福島今町駅（JR九州・日南線）から徒歩で約3分

### バス
- 「塩町」バス停（串間市コミュニティバス）から徒歩で約1分

## 周辺
- 福島今町駅
- むつみ保育園
- 串間第5児童公園